# Враненци
Враненци (болг. Враненци) — село в Болгарии. Находится в Пазарджикской области, входит в общину Велинград. Население составляет 169 человек.

## Политическая ситуация
Враненци подчиняется непосредственно общине и не имеет своего кмета.
Кмет (мэр) общины Велинград — Иван Георгиев Лебанов (независимый) по результатам выборов.